# デイヴィッド・モイーズ
デイヴィッド・ウィリアム・モイーズ（David William Moyes、1963年4月25日 - ）は、スコットランド出身の元サッカー選手、サッカー指導者。

## 選手経歴
選手としてのキャリアはセルティックで始まったが、それほど目立った活躍をすることなく、プレストン・ノース・エンドでキャリアを終えた。セルティックではリーグ優勝を経験している。プレストンでは、コーチからアシスタントコーチになり、1998年から監督となった。

## 監督経歴

### プレストン・ノース・エンド
フットボールリーグ・ディヴィジョン2で降格の危機に瀕していたチームをガリー・ピーターズから引き継ぎ、1998年1月から指揮を執った。彼はキャリアの大半をプレイヤーとしてよりも指導者として費やしており、22歳の時にコーチングライセンスを取得している。1997-98シーズンは降格を免れ、翌シーズンはプレーオフに進出するも敗れてしまったが、1999-00シーズンはディビジョン2で優勝し、クラブを昇格へと導いた。モイーズにとってのプレストンでの最大の功績は、決勝で敗れてしまったものの、昇格初年度のシーズンにクラブのプレーオフ進出を果たしたことである。

### エヴァートン

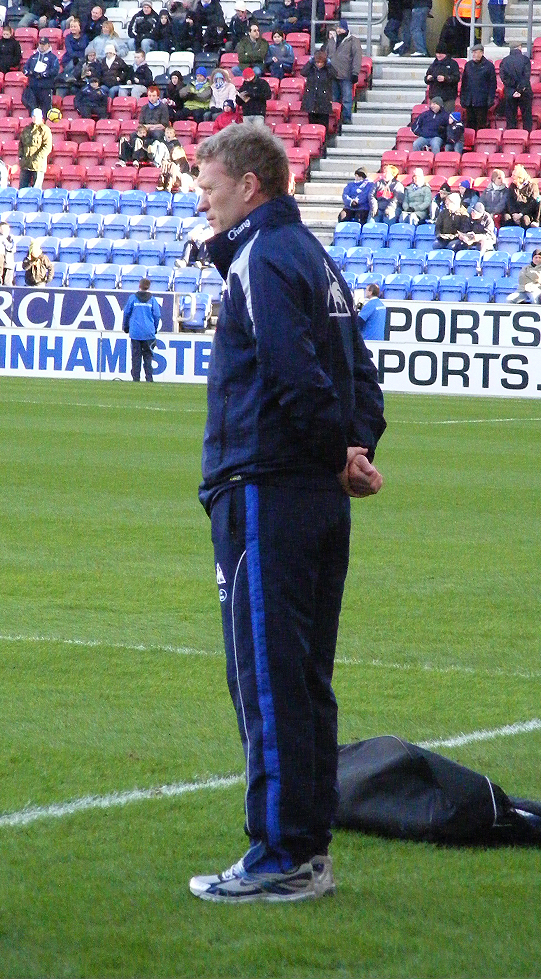
ウィガン・アスレティック戦で指揮を執るモイーズ (2010年1月)

2002年3月14日にウォルター・スミスの後任としてエヴァートンFCの監督に就任し、会見ではエヴァートンは「マージーサイドの人たちのクラブ」であると述べた。
「私はリヴァプールに似た街であるグラスゴーから来て、素晴らしいファンの方たちに支えられているクラブに加わりました。街を歩いてすれ違う人たちの多くはエヴァートンのファンの人たちです。このようなクラブの監督になることは、素晴らしい機会であり誰もが夢見ることです。エヴァートンはとてもビッグなクラブなので、私はすぐにイエスと答えました。」（会見での言葉）
エヴァートンで指揮を執った最初の試合は、グディソン・パークでのフラムとの試合である。試合はデイヴィッド・アンスワースが開始30秒でゴールするなど2-1で勝利した。エヴァートンはその後好調を維持し、降格を免れた。
2002-03シーズン、中国代表の李鉄、ナイジェリア人のディフェンダー、ジョゼフ・ヨボ、ゴールキーパーのリチャード・ライトを獲得する一方、イェスパー・ブロムクヴィスト、ダヴィド・ジノラといったベテラン選手たちを放出した。そのシーズンは最終節にマンチェスター・ユナイテッドに敗れ、ブラックバーン・ローヴァーズに次いで7位でシーズンを終え、翌シーズンのUEFAカップの出場権を逃したものの、モイーズは監督たちの投票により選出される年間最優秀監督に選ばれた。
2003-04シーズンは、サンダーランドからケヴィン・キルバーン、マザーウェルからジェームズ・マクファデン、リーズ・ユナイテッドからナイジェル・マーティンを獲得し、アーセナルからフランシス・ジェファーズをレンタルで獲得した。しかし、成績は振るわず、クラブ史上最低の勝点39で17位でシーズンを終え、降格を免れただけで終わってしまったシーズンとなった。トレーニンググラウンドで見られたダンカン・ファーガソンとモイーズの対立はクラブの状態を物語るものであった。
クラブは混乱状態であったが、モイーズはティム・ケーヒル、マーカス・ベントを獲得、その一方で、トマシュ・ラジンスキ、トビアス・リンデロート、デイヴィッド・アンスワース、そして、ウェイン・ルーニーがクラブを去った。デイリー・メールはルーニーの自叙伝から抜粋し、モイーズがルーニーがクラブから出て行くように主張し続け、メディアに情報を漏らしていたと明らかしたが、モイーズはルーニーが謝罪し賠償金を支払うことに同意する示談が成立するまで、名誉棄損であると訴え続けた。金額は明かされていないが、モイーズはその賠償金をエヴァートンの基金に寄付している。エヴァートンはシーズン開幕前の予想を覆す快進撃を続け、4位でシーズンを終え、翌シーズンのチャンピオンズリーグの出場権を獲得し、モイーズは2度目となるLMA年間最優秀監督賞を受賞した。2005年1月にはクラブ記録となる移籍金でジェームズ・ビーティーを獲得し、中心選手であったトーマス・グラヴェセンを放出、ミケル・アルテタをレンタルで獲得した。
2005-06シーズンは、ヌーノ・ヴァレンテ、アンディ・ファン・デル・メイデ、サイモン・デイヴィス、フィリップ・ネヴィルを獲得、マッテオ・フェラーリをレンタル、ミケル・アルテタのレンタルを延長するなど開幕に備え大型補強を行ったが、チャンピオンズリーグは予備予選で敗れ、UEFAカップは一回戦で敗れた。リーグでも10月には最下位に沈むなどの低迷をしたが、その後は持ち直し11位でシーズンを終えた。
2006-07シーズンには、再びクラブ記録となる移籍金860万ポンドでアンディ・ジョンソン、ジョリオン・レスコットをウルヴァーハンプトンから獲得し、ティム・ハワードをレンタルで加えたが、これらの移籍はすべて良い成果を上げ、モイーズの監督としての評価はさらに高まった。FAカップ3回戦でブラックバーンに1-4で敗れたのを契機に、モイーズはチームを改善し、6位でシーズンを終え、UEFAカップの出場権を獲得した。また、レスコットはクラブの年間最優秀選手に選ばれた。
翌シーズンは、モイーズが監督に就任して以降最も一貫して安定していたシーズンであり、順位表を上下することに終わりを告げるシーズンでもあった。6年目となったシーズンは、5位でシーズンを終え、フットボールリーグカップでは準決勝に進出、フィオレンティーナに敗れたものの、UEFAカップでもベスト16に残った。そのシーズンは、ヤクブを1125万ポンド、スティーヴン・ピーナールをレンタルの後に205万ポンド、フィル・ジャギエルカを400万ポンド、レイトン・ベインズを活躍に応じて最大で600万ポンドとなる移籍金で獲得した。今シーズンは、昨シーズンから継続して安定したパフォーマンスを発揮し、クラブやファンにシーズンへの明るい展望を与え、モイーズ監督就任以降続いていた、15位、7位、17位、4位、11位という不安定なサイクルを打破した。規律に厳格であると言われているモイーズの人柄はイエローカードの枚数で見ることができる。エヴァートンはシーズンを通して27枚のイエローカードを受けたが、これはリーグで最も少ない枚数であり、ライバルであるリヴァプールより6枚少ない枚数である。
2008-09シーズンはまず、アシスタントコーチにスティーヴ・ラウンドを招へいし、シーズンの2試合目終了後にラルス・ヤコブセンを獲得したのが最初の補強であり、その後、セグンド・カスティージョとルイ・サハが加入し、移籍期間の最終日にカルロ・ナッシュがフリーで加入し、クラブ記録となる1500万ポンドの移籍金でマルアン・フェライニを獲得した。また、冬の移籍期間の最終日にブラジル代表のジョーをレンタルで獲得した。2008年10月に5年間の契約延長に合意した。2009年1月19日に行われたFAカップ準決勝では、マンチェスター・ユナイテッドをPK戦の末に下し、クラブを1995年以来となる決勝へ導いたが、決勝ではチェルシーに1-2で敗れた。2013年5月9日に公式サイトにてアレックス・ファーガソンの引退により空席となったマンチェスター・ユナイテッドFC就任希望を伝え2012-13シーズンをもっての退団が発表された。

### マンチェスター・ユナイテッド

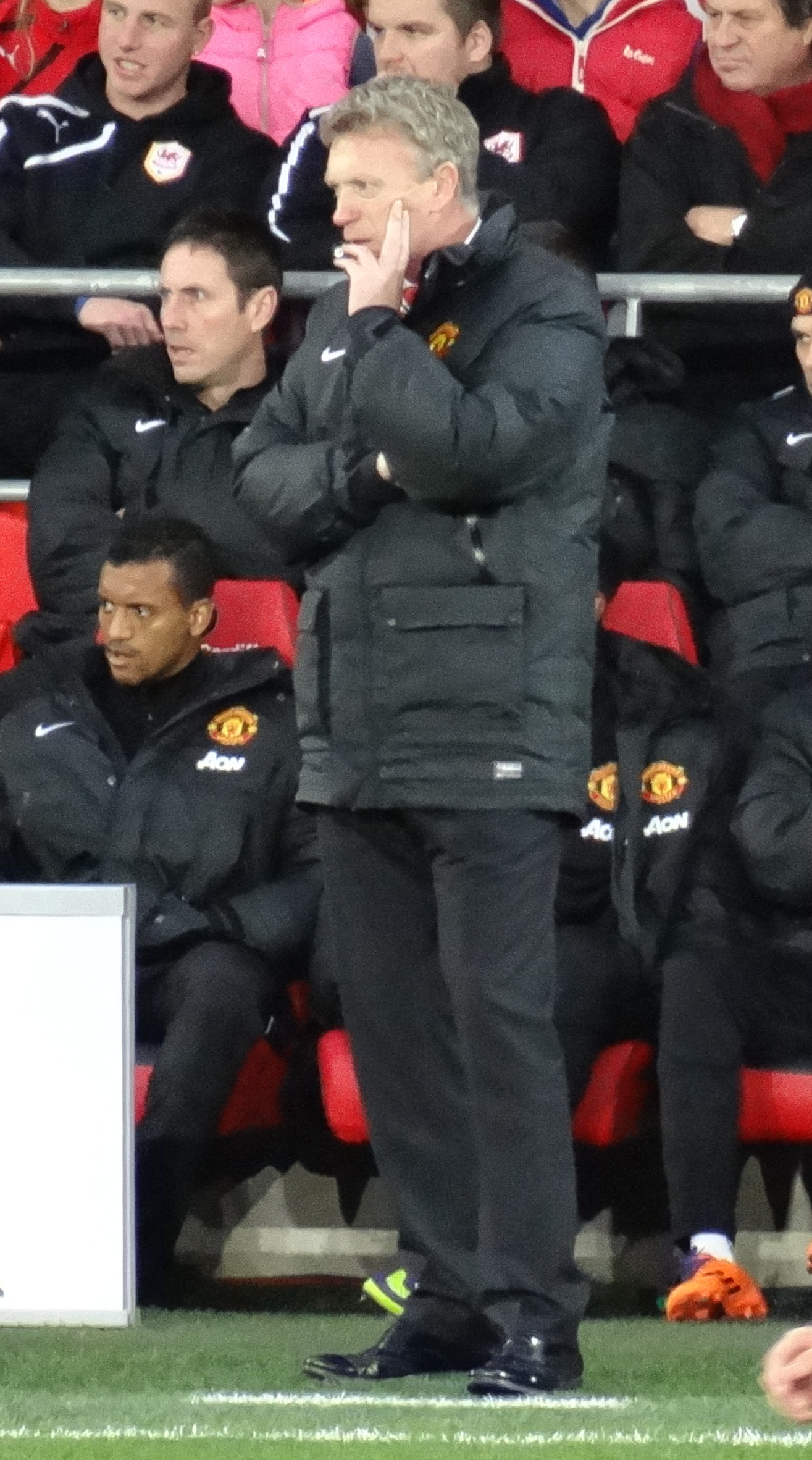
マンチェスター・ユナイテッドで指揮を執るモイーズ (2013年)

2013年5月9日、アレックス・ファーガソンの後任としてマンチェスター・ユナイテッドFCの次期監督に就任することが発表された。
2013-14シーズン、リーグ順位は低迷し、2014年2月9日のフラムFC戦では約80本のクロスを上げる戦術で得点しながらも、詰めが甘く失点を許してドローゲームにしてしまうなど、様々な面での選手の起用法や采配、その戦術に批判を集めた。2014年4月20日、古巣であるエヴァートン戦に敗れた事によって、2013-14シーズンを無冠で終える事が決定し、リーグ優勝を逃すばかりか、UEFAチャンピオンズリーグ2014-15への進出すらも消滅するなど、数々の不名誉な記録が更新されるシーズンとなり、4月22日に退任（事実上解任）が発表された。

### レアル・ソシエダ

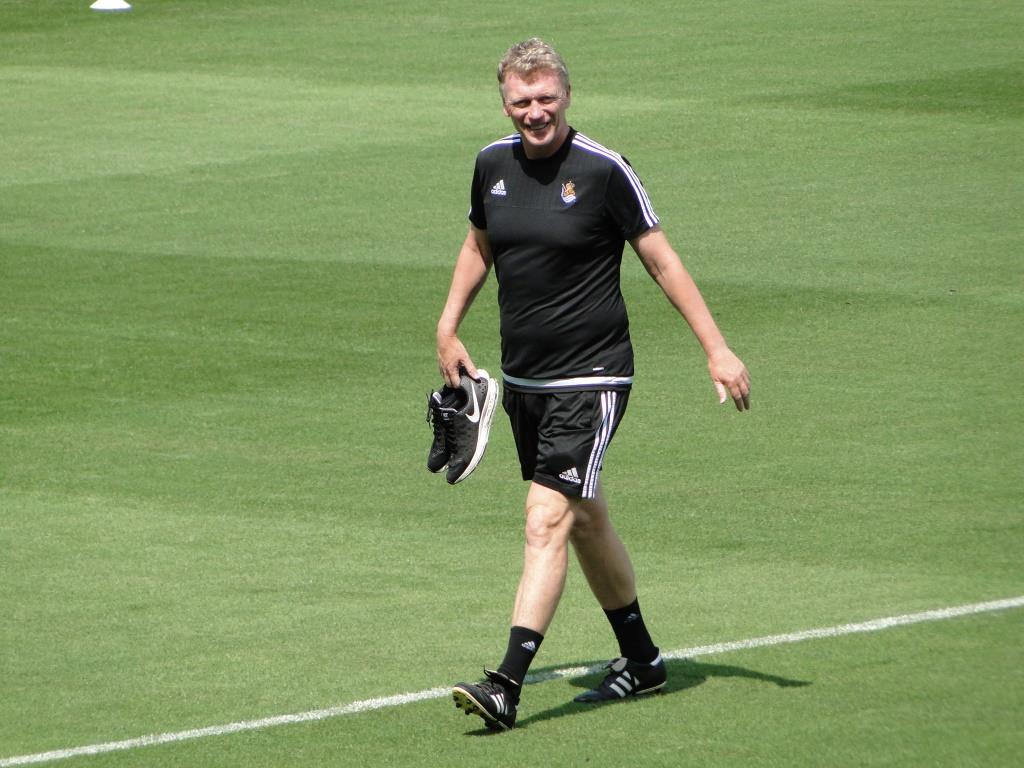
レアル・ソシエダで監督を務めるモイーズ (2015年)

2014年11月10日、スペイン1部リーグのレアル・ソシエダの監督に就任した。
2014-15シーズンは19位と降格圏に沈むチームを12位まで上げるなどチームを立て直すことができたが、続く2015-16シーズンでは開幕から低迷し、2015年11月9日に解任が発表された。

### サンダーランドAFC
2016年7月23日、イングランド代表監督に就任したサム・アラダイスの後任としてサンダーランドAFCの監督に就任。慣れ親しんだプレミアリーグで再起を期すことになったが開幕から低迷、最下位でフットボールリーグ・チャンピオンシップ降格という結果に終わり、2017年5月22日に辞任することが発表された。

### ウェストハム・ユナイテッド
解任されたスラベン・ビリッチの後任として、シーズン途中の2017年11月7日、ウェストハム・ユナイテッドの監督に就任した。就任時は降格圏の18位に沈んでいたチームを立て直し、最終的に13位でプレミアリーグ残留を果たすと、2018年5月16日に契約満了により退任することが発表された。
2019年12月29日、成績不振により解任されたマヌエル・ペレグリーニの後任として、ウェストハム・ユナイテッドの監督に再び就任した。2022-23シーズンはUEFAヨーロッパカンファレンスリーグで優勝を果たし、ウェストハムにとって1964-65シーズン以来の欧州主要タイトル獲得を果たした。2024年5月6日、2023-24シーズン終了後に退任することが発表された。

### エヴァートン復帰
2025年1月11日、成績不振により解任されたショーン・ダイチの後任として、エヴァートンFCに12年ぶりの復帰が決まった。

## 戦術
イングランドで主流となっている4‐4‐2や4‐4‐1‐1システムを好んでいる。マンチェスター・ユナイテッドの監督時にはアントニオ・バレンシアやアシュリー・ヤング、アドナン・ヤヌザイといったウイングタイプの選手をワイドに配置して、クロスの頻度を重視していた。

## 獲得タイトル

### 選手時代
セルティックFC
- スコティッシュ・プレミアリーグ:1回（1981-82）

ブリストル・シティFC
- EFLトロフィー:1回（1985-86）

プレストン・ノースエンドFC
- フットボールリーグ・ディビジョン3:1回（1995-96）

### 監督時代
プレストン・ノースエンドFC
- フットボールリーグ・ディヴィジョン2:1回（1999-2000）

マンチェスター・ユナイテッドFC
- FAコミュニティ・シールド:1回（2013）

ウェストハム・ユナイテッド
- UEFAヨーロッパカンファレンスリーグ:1回（2023）

個人
- LMA年間最優秀監督賞：3回 (2002-03、2004-05、2008-09)
- プレミアリーグ月間最優秀監督：10回 (2002年11月、2004年9月、2006年1月、2008年2月、2009年2月、2010年1月、2010年3月、2010年10月、2012年9月、2013年3月)

## 監督成績
2024年1月13日現在
| クラブ                       | 就任           | 退任          | 記録  | 記録 | 記録 | 記録 | 記録   |
| クラブ                       | 就任           | 退任          | 試合  | 勝ち | 分け | 負け | 勝率 % |
| ---------------------------- | -------------- | ------------- | ----- | ---- | ---- | ---- | ------ |
| プレストン・ノース・エンド   | 1998年1月12日  | 2002年3月15日 | 234   | 113  | 58   | 63   | 048.29 |
| エヴァートン                 | 2002年3月15日  | 2013年6月30日 | 518   | 218  | 139  | 161  | 042.08 |
| マンチェスター・ユナイテッド | 2013年7月1日   | 2014年4月22日 | 51    | 27   | 9    | 15   | 052.94 |
| レアル・ソシエダ             | 2014年11月10日 | 2015年11月9日 | 42    | 12   | 15   | 15   | 028.57 |
| サンダーランド               | 2016年7月23日  | 2017年5月22日 | 43    | 8    | 7    | 28   | 018.60 |
| ウェストハム・ユナイテッド   | 2017年11月7日  | 2018年5月16日 | 31    | 9    | 10   | 12   | 029.03 |
| ウェストハム・ユナイテッド   | 2019年12月28日 |               | 208   | 98   | 38   | 72   | 047.12 |
| 合計                         | 合計           | 合計          | 1,127 | 485  | 276  | 366  | 043.03 |